# Rolando González
Pour les articles homonymes, voir González.
González  Fernández est un nom espagnol. Le premier nom de famille, en général paternel, est González ; le second, en général maternel, souvent omis, est Fernández.
Rolando González Fernández, né le 10 janvier 1980, est un coureur cycliste costaricien.

## Biographie
Rolando González commence le cyclisme à l'âge de 15 ans, dans son pays natal. Spécialiste du VTT, il se distingue en cross-country, spécialité dans laquelle il devient notamment vice-champion panaméricain junior en 1998. Coureur de talent, il signe ensuite avec la plus prestigieuse équipe cycliste du pays, Café de Costa Rica-Pizza Hut. Auteur de plusieurs succès en VTT, il se révèle également sur route, en terminant meilleur jeune du Tour du Costa Rica en 1999, puis deuxième d'une étape sur l'année suivante. Confronté au dopage, il décide de mettre sa carrière entre parenthèses l'année suivante.
Après un bref retour à la compétition au Costa Rica, il émigre aux États-Unis en 2004 à Durango, ville de l'État du Colorado. Sans-papiers, il enchaîne les emplois précaires. Malgré cette situation difficile, il décide de reprendre le cyclisme, inspiré par la figure locale Ned Overend. Il remporte l'Iron Horse Classic en 2006, avant une nouvelle fois d'interrompre la compétition, faute de moyens financiers et matériels à sa disposition.
Devenu concierge, il fonde en 2009 sa propre entreprise, CRC Janitorial. Quatre ans plus tard, il réalise l'un de ses rêves en créant sa propre équipe cycliste au niveau local, parrainée par sa société. Ce projet marque son retour à la compétition cycliste. Le jour de Noël 2013, il se marie avec sa compagne Stacy, avec laquelle il mettra au monde deux enfants. En 2016, il obtient la nationalité américaine.
En 2017, il termine notamment septième de la Green Mountain Stage Race, dans l'État du Vermont. Cette même année, il recommence à courir au Costa Rica, plus de dix ans après sa dernière apparition au pays. Avec l'équipe BCT-Santa Ana-Ficenca, il se présente au départ du Tour du Costa Rica, avec un statut de leader. Incapable de jouer les premiers rôles, il ne prend pas le départ de la sixième étape. Cette épreuve est marquée par le contrôle positif de douze coureurs costariciens, parmi lesquels Juan Carlos Rojas, vainqueur du classement général.
Pour la saison 2018, il signe avec l'équipe continentale américaine 303 Project.

## Palmarès sur route

### Par année
- 2000
  - Tour du Costa Rica espoirs
- 2006
  - Iron Horse Bicycle Classic
- 2018
  - 2e du championnat du Costa Rica sur route

### Classements mondiaux
| Année            | 2018 |
| ---------------- | ---- |
| UCI America Tour | 52e  |

## Palmarès en VTT

### Championnats panaméricains
- 1998
  -  Médaillé d'argent du cross-country juniors

### Championnats du Costa Rica
- 1996
  -  Champion du Costa Rica de cross-country juniors
- 1998
  -  Champion du Costa Rica de cross-country juniors
- 2001
  -  Champion du Costa Rica de cross-country